# Li Dongxiao
Pour les articles homonymes, voir Li.
Li Dongxiao est une joueuse de hockey sur gazon chinoise.

## Biographie
Dongxiao est née le 26 novembre 1987 à Changchun.

## Carrière
Elle a fait partie de l'équipe nationale pour concourir aux Jeux olympiques à 2 reprises (2016 et 2020).

## Palmarès
- : 1re aux Jeux asiatiques en 2010.
- : 2e au Champions Trophy d'Asie en 2011.
- : 2e aux Jeux asiatiques en 2014.
- : 3e au Champions Trophy d'Asie en 2018.